# Hoofdklasse hockey dames 1991/92
Het seizoen 1991/92 is de 11de editie van de dameshoofdklasse waarin onder de KNHB-vlag om het landskampioenschap hockey werd gestreden. 
In het voorgaande seizoen zijn EMHC en Rotterdam gedegradeerd. Hiervoor kwamen Oranje Zwart en Zwolle in de plaats.
Amsterdam werd landskampioen, Bloemendaal en nieuwkomer Oranje Zwart degradeerden rechtstreeks. 

## Eindstand
Na 22 speelronden was de eindstand:
| #  | Club         | GS | W  | G | V  | P  | DV      | DT      | DS  |
| -- | ------------ | -- | -- | - | -- | -- | ------- | ------- | --- |
| 1  | Amsterdam    | 22 | 20 | 1 | 1  | 41 | 92 - 18 | 92 - 18 | +74 |
| 2  | HGC          | 22 | 15 | 5 | 2  | 35 | 71 - 15 | 71 - 15 | +56 |
| 3  | HDM          | 22 | 12 | 6 | 4  | 30 | 42 - 34 | 42 - 34 | +8  |
| 4  | MOP          | 22 | 11 | 5 | 6  | 27 | 46 - 36 | 46 - 36 | +10 |
| 5  | Laren        | 22 | 8  | 7 | 7  | 23 | 26 - 32 | 26 - 32 | -6  |
| 6  | Kampong      | 22 | 7  | 4 | 11 | 18 | 25 - 31 | 25 - 31 | -6  |
| 7  | Groningen    | 22 | 6  | 4 | 12 | 16 | 17 - 31 | 17 - 31 | -14 |
| 8  | Hilversum    | 22 | 7  | 2 | 13 | 16 | 19 - 44 | 19 - 44 | -25 |
| 9  | Den Bosch    | 22 | 6  | 4 | 12 | 16 | 18 - 46 | 18 - 46 | -28 |
| 10 | Zwolle       | 22 | 5  | 5 | 12 | 15 | 20 - 36 | 20 - 36 | -16 |
| 11 | Bloemendaal  | 22 | 4  | 6 | 12 | 14 | 19 - 38 | 19 - 38 | -19 |
| 12 | Oranje Zwart | 22 | 4  | 5 | 13 | 13 | 14 - 48 | 14 - 48 | -34 |

### Legenda
| Afk.        | Betekenis                                                     |
| ----------- | ------------------------------------------------------------- |
| GS          | aantal gespeelde wedstrijden                                  |
| W           | aantal gewonnen wedstrijden                                   |
| G           | aantal gelijk gespeelde wedstrijden                           |
| V           | aantal verloren wedstrijden                                   |
| P           | totaal aantal punten                                          |
| DV          | aantal gemaakte doelpunten                                    |
| DT          | aantal doelpunten tegen                                       |
| DS          | doelsaldo                                                     |
| Amsterdam   | Landskampioen Amsterdam plaatst zich voor de Europacup I 1993 |
| HGC         | HGC plaatst zich voor de Europacup II 1993                    |
| Bloemendaal | Bloemendaal en Oranje Zwart zijn rechtstreeks gedegradeerd    |

## Topscorers
| #   | Speler             | Club      | Goals |
| --- | ------------------ | --------- | ----- |
| 1.  | Wietske de Ruiter  | HGC       | 46    |
| 2.  | Ingrid Wolff       | Amsterdam | 32    |
| 3.  | Frederiek Grijpma  | Laren     | 16    |
| 4.  | Helen Lejeune      | Amsterdam | 15    |
| 4.  | Mieketine Wouters  | Amsterdam | 15    |
| 6.  | Cécile Vinke       | MOP       | 12    |
| 6.  | Martine Ohr        | HDM       | 12    |
| 6.  | Mariëtte Kuiper    | HDM       | 12    |
| 9.  | Harriët Dijsselhof | Zwolle    | 11    |
| 10. | Fleur Pessers      | MOP       | 10    |

Nederlands landskampioenschap

1921/22 ·
1922/23 ·
1923/24 ·
1924/25 ·
1925/26 ·
1926/27 ·
1927/28 ·
1928/29 ·
1929/30 ·
1930/31 ·
1931/32 ·
1932/33 ·
1933/34 ·
1934/35 ·
1935/36 ·
1936/37 ·
1937/38 ·
1938/39 ·
1939/40 ·
1940/41 ·
1941/42 ·
1942/43 ·
1943/44 ·
1944/45 ·
1945/46 ·
1946/47 ·
1947/48 ·
1948/49 ·
1949/50 ·
1950/51 ·
1951/52 ·
1952/53 ·
1953/54 ·
1954/55 ·
1955/56 ·
1956/57 ·
1957/58 ·
1958/59 ·
1959/60 ·
1960/61 ·
1961/62 ·
1962/63 ·
1963/64 ·
1964/65 ·
1965/66 ·
1966/67 ·
1967/68 ·
1968/69 ·
1969/70 ·
1970/71 ·
1971/72 ·
1972/73 ·
1973/74 ·
1974/75 ·
1975/76 ·
1976/77 ·
1977/78 ·
1978/79 ·
1979/80 ·
1980/81
Hoofdklasse dames

1981/82 · 
1982/83 · 
1983/84 · 
1984/85 · 
1985/86 · 
1986/87 · 
1987/88 · 
1988/89 · 
1989/90 · 
1990/91 · 
1991/92 · 
1992/93 · 
1993/94 · 
1994/95 · 
1995/96 · 
1996/97 · 
1997/98 · 
1998/99 · 
1999/00 · 
2000/01 · 
2001/02 · 
2002/03 · 
2003/04 · 
2004/05 · 
2005/06 · 
2006/07 · 
2007/08 · 
2008/09 · 
2009/10 · 
2010/11 · 
2011/12 · 
2012/13 ·
2013/14 ·
2014/15 ·
2015/16 ·
2016/17 ·
2017/18 ·
2018/19 ·
2019/20 ·
2020/21 ·
2021/22 ·
2022/23 ·
2023/24 ·
2024/25 ·
Nederlandse competities: Hoofdklasse (zaal) · Promotieklasse · Overgangsklasse · Eerste klasse · Tweede klasse · Derde klasse · Vierde klasse · Gold Cup · Silver Cup

Nederlands kampioenschap: Lijst van Nederlandse landskampioenen hockey · Lijst van Nederlandse landskampioenen zaalhockey

Europese competities: Euro Hockey League · Europacup I · Europa Cup II · Europacup zaalhockey